# 杨桐树生小光壳炱
杨桐树生小光壳炱（学名：Asteridiella adinandricola）是属于小煤炱目小煤炱科小光壳炱属的一种真菌，寄生在黄瑞木属植物上。该种分布于中国。